# رنالدو آن
رِنالدو آن (به فرانسوی: Reynaldo Hahn) ‏(۹ اوت ۱۸۷۴ — ۲۸ ژانویه ۱۹۴۷) آهنگساز، رهبر ارکستر، منتقد موسیقی و نویسندهٔ ونزوئلایی ساکن فرانسه بود. او به‌ویژه برای رهبری آثار موتسارت شناخته می‌شود. رنالدو آن در ۱۹۴۵ میلادی به ریاست اپرای پاریس انتخاب شد.

## زندگی‌نامه
رنالدو آن در ۹ اوت ۱۸۷۴ در کاراکاس به دنیا آمد. پدرش کارآفرین موفق یهودی اهل هامبورگ بود و مادرش اهل ونزوئلا با اصالت باسکی بود. پدر رنالدو از دوستان نزدیک رئیس‌جمهور ونزوئلا، آنتونیو گوسمن بلانکو بود. خانوادهٔ آن در سال ۱۸۷۴ و پس از ناآرامی اوضاع سیاسی ونزوئلا به پاریس نقل مکان کردند. رنالدو خیلی زود به سالن‌های پاریس راه یافت و به اجرا در آن‌ها پرداخت. پدر وی مشوق او بود در نتیجه رنالدو در ۱۸۸۵ وارد کنسرواتوار پاریس شد و با موریس راول همکلاس گشت. او خیلی زود نشانه‌های نبوغ خویش را آشکار ساخت.
رنالدو آن نخستین کتاب خود را در چهارده سالگی نوشت. ده سال بعد نخستین اپرایش در پاریس اجرا شد. با این وجود با گذشت زمان مهارت آهنگسازیش افزایش نیافت و او در سال‌های پایانی زندگی نتوانست به عنوان یک آهنگساز به جایگاه مهمی در موسیقی مدرن فرانسه دست یابد. هرچند که در زمینهٔ رهبری ارکستر به موفقیت‌هایی دست یافت و امروزه به عنوان یکی از برجسته‌ترین رهبران ارکستر آثار موتسارت شناخته می‌شود.

## زندگی شخصی
رنالدو آن از دوستان نزدیک مارسل پروست بود. آن‌ها به مدت یک سال از زمان آشناییشان در ژوئن ۱۸۹۴ تا تابستان ۱۸۹۵ رابطهٔ عاشقانه‌ای با یکدیگر داشتند. اما به دلیل عدم پذیرش همجنس‌گرایی در جامعه این رابطه را مخفی نگاه می‌داشتند. با وجود آنکه رابطهٔ آن‌ها با خشم و حسادت پایان یافت، وانگهی آن‌ها تا زمان مرگ پروست در ۱۹۲۲ دوستان نزدیکی باقی ماندند. رنالدو آن و پروست اشتراک‌های فراوانی در زمینهٔ ستایش هنری داشتند و تأثیر آن در آثار پروست مشهود است.